# Mary Peters
Mary Peters (Reino Unido, 6 de julio de 1939) es una atleta británica retirada, especializada en la prueba de pentatlón en la que llegó a ser campeona olímpica en 1972.

## Carrera deportiva
En los JJ. OO. de Múnich 1972 ganó la medalla de oro en la competición de pentatlón, con 4801 puntos que fue récord del mundo, superando a las alemanas Heide Rosendahl (plata) y Burglinde Pollak (bronce).